# Nové Bránice
Nové Bránice är en ort i Tjeckien.   Den ligger i regionen Södra Mähren, i den sydöstra delen av landet, 190 km sydost om huvudstaden Prag. Nové Bránice ligger 198 meter över havet och antalet invånare är 717.
Terrängen runt Nové Bránice är platt åt sydost, men åt nordväst är den kuperad. Nové Bránice ligger nere i en dal. Runt Nové Bránice är det ganska tätbefolkat, med 120 invånare per kvadratkilometer. Närmaste större samhälle är Brno, 18,3 km nordost om Nové Bránice. Trakten runt Nové Bránice består till största delen av jordbruksmark.